# 島崎俊郎
島崎 俊郎（しまざき としろう、本名同じ、1955年〈昭和30年〉3月18日 - 2023年〈令和5年〉12月6日）は、日本のお笑いタレント、リポーター、タレント、俳優。血液型A型。身長175 cm、体重85 kg。所属事務所はケイダッシュステージ（芸人部門では最古参であった）。元ヒップアップのリーダー。
高知県高知市生まれ、京都府京都市左京区育ち。京都府立洛北高等学校卒業。

## 来歴
高知県で4人兄弟の末っ子として生まれ、小学4年生まで高知に住み、その後、父親の仕事の都合で京都へ引っ越す。京都市立洛北中学校入学の際、野球部に入部するつもりでグランドに出ると野球部員が3,4人しかおらず、人だかりができているサッカー部に入部する。洛北高校1年のときに京都選抜チームに選ばれ、インターハイに出場した。
1973年、（当時18歳）バッグ1つで京都を飛び出し、クレージーキャッツが公演している新宿コマ劇場（クレージーキャッツ秋の特別公演「クレージーの大昭和史」）へ向かう。ハナ肇に志願し、クレージーキャッツの付き人となる。1978年、クレージーキャッツの付き人4人に川上泰生を加え、コントグループ「サンズンズ」を結成。1979年、川上泰生、小林すすむらとコントトリオ「ヒップアップ」を結成。1980年、『笑ってる場合ですよ』『君こそスターだ』で勝ち抜き、人気が急上昇。翌年には、オレたちひょうきん族レギュラーに抜擢される。
1985年2月2日、『オレたちひょうきん族』「タケちゃんマン7」で、現在の「アダモちゃん」の基盤となる「マネー島崎」が登場。以降、「ペーイ」と叫びながら暴れ回る謎のポリネシア人「アダモステ」となり、人気を得た。
1986年、ある番組の「闇夜のサンコンを探せ」という企画で将来、親友となるオスマン・サンコンと出会う。1990年、埼玉のデパートの営業で司会をやっていた女性と出会い、婚約。1991年2月23日、結婚。東京プリンスホテル鳳凰の間にて披露宴が行われた。1993年、長男誕生、1996年、次男誕生。
2007年から2009年にかけて、南原清隆、野村万蔵らと現代狂言に出演。
2023年12月6日、急性心不全により東京都の病院で死去した。68歳没。数日前からインフルエンザに罹患したことにより体調不良となり、自宅で療養していたが、6日に体調が急変し自宅で倒れ救急搬送された病院で死亡が確認された。ブログの最後の更新日は亡くなる3ヶ月前に当たる9月4日であった。

## 人物
- 明石家さんまによると、1歳サバを読んでいたらしい[6]。
- テレビリポーターのほか、舞台や映画でも活躍していた。また、自らのバンド「新橋烏森口バンド」を結成し、アコースティックな構成で作詞作曲活動も行っていた。芸能人サッカーチーム「ザ・ミイラ」のメンバーでもあった。

### 家族
- 妻、長男、次男がいる。
- 島根県がルーツで[7]、両親の生まれ故郷[2]。島崎以外の兄姉も島根で育ち、島崎は父の仕事の都合で高知県で生まれたという[2]。
- 子供の頃に父は左官屋の棟梁として京都タワーの建築に携わっていた[8]。弟子として兄たちも仕事をしており、京都タワーを見かけるたび家族への思いをブログに綴っていた[8][9][10]。

## 出演
ヒップアップ時代の出演番組・作品はヒップアップの出演項目を参照。

### バラエティー番組
- マジカル7大冒険 (TBS、1978年10月 - 1979年3月)
- 新春かくし芸大会 (1979年1月1日、フジテレビ) - サンズンズとして出演
- OH!たけし（1985年4月 - 1986年9月、日本テレビ）
- 愛ラブSMAP!（テレビ東京）
- 森田一義アワー 笑っていいとも! （フジテレビ、1987年10月 - 1988年9月） - 月曜日担当
  - 笑っていいとも!増刊号（フジテレビ） - 1987年10月 - 1988年9月
  - 笑っていいとも!特大号（フジテレビ） - 1987年
  - 笑っていいとも! グランドフィナーレ 感謝の超特大号（フジテレビ） - 2014年3月31日
- 天才・たけしの元気が出るテレビ!! → 超天才・たけしの元気が出るテレビ!! （日本テレビ、1987年10月 - 1996年9月）
- オールスター感謝祭（TBS、92年春 - 2000年春、2001年春 - 2002年秋）
- 風まかせ 新・諸国漫遊記（フジテレビ、1992年4月 - 1995年3月）
- 爆発!なべしま部屋（日本テレビ）
- ビックリなべしま大サーカス! （日本テレビ）
- しあわせ家族計画 (TBS)
- 目撃ドキュン（テレビ朝日）
- 愛の貧乏脱出大作戦 (テレビ東京)
- 雲と波と少年と（日本テレビ）[注 1]
- 北野タレント名鑑（フジテレビ、2004年7月22日・8月12日・12月23日）
- 北野フォーク人生王（フジテレビ）
- お笑いDynamite! （TBS、2007年12月28日） - キャッチコピーは「伝説のキャラ復活」
- おしえて!アグリ（テレビ東京）
- 超絶!モンドリアンチョップ（MONDO21）
- 土曜スペシャル（テレビ東京）
- とびっきり!しずおか（静岡朝日テレビ） - 「島崎俊郎のしずおかなるほど!発見伝」担当（月1レギュラー）
- 水曜日のダウンタウン (TBS) 2015年9月16日 - プレゼンター
- オードリーさん、ぜひ会って欲しい人がいるんです（中京テレビ）2016/12/26 歳末SP

### ラジオ
- 島崎俊郎 情熱のゴール（ニッポン放送、1992年10月 - 1993年3月） - Jリーグ開幕前夜のプロサッカー選手とのトーク番組
- DJ Tomoaki's Radio Show! （下北FM、2009年7月2日）

### テレビドラマ
- 白鳥麗子でございます!（TBS、1989年8月28日 - 8月31日） - 紅小路華麻呂
- 月曜・女のサスペンス 女流作家シリーズ「獲物の殺意」（テレビ東京、1990年2月19日）
- 3年B組金八先生 第8シリーズ 第3話（TBS） - 関口
- 水戸黄門 第28部 第7話「あっ! 印籠がない」（TBS） - 彦十
- 嫁はミツボシ。（2001年） - 島崎俊郎（本人役）
- 土曜ワイド劇場「炎の警備隊長・五十嵐杜夫1・連続金庫破り事件を追え!」（ABC） - 立花要
- 水曜ミステリー9「検察官キソガワ」（テレビ東京、2005年4月27日） - 斉藤郁也
- 月曜ゴールデン「税務調査官・窓際太郎の事件簿13」（2005年） - 沢野社長
- RUN60 第4話 - 第6話（毎日放送、2012年5月9日 - 5月23日） - 坂東虎夫
- 連続テレビ小説「とと姉ちゃん」（NHK総合、2016年8月15日） - 本木正晴
- 金太十番勝負!フジテレビ系1988年10月20日～12月22日毎週木曜20:00 - 20:54 (JST)-青田（アホ大将）

### 映画
- バカヤロー!2 幸せになりたい。（1989年） - 九重裕一 役
- KARAOKE （1999年） - 相田富生 役
- 難波金融伝 ミナミの帝王 8 詐欺師潰し（1997年） - 北川 役
- 浅草キッドの「浅草キッド」（2002年）
- 難波金融伝 ミナミの帝王スペシャルVer.50 金貸しの掟（2004年） - 菅原 役
- いぬばか（2009年）
- 劇場版TRICK 霊能力者バトルロイヤル（2010年5月8日、東宝） - 村人A 役

### Vシネマ
- 日本統一外伝 山崎一門9 〜世にも奇妙な山崎一門〜（2023年8月25日）

### CM
- 日産自動車（1993年）[11]
- マンモスフリーマーケット（2013年）
- 阪神沿線物語（2014年）
- アートミクロン（2018年）

### DVD
- 私はアダモちゃんを見た!! （イーネット・フロンティア、2009年4月10日）

### CD
- 茶パツが雨にしみた夜（NECアベニュー、1997年5月21日） - 「キャサリンとメアリー」名義。マハラジャグループのチーフDJ「DJ Jack」こと輪島壽とのデュエット。作詞・作曲：島崎俊郎、編曲：鈴木英利、バックコーラス：為我井絵理(キーモンズ)、稲端江梨子(キーモンズ)
- アダモでガングロ（プライムアトラス、2000年6月21日）
- みんな★ガンバレ!（ランニング音楽出版、2001年11月25日）
- アダモちゃんのテーマ（イーネット・フロンティア、2009年7月8日） - 作詞・作曲：アダモちゃん、唄：アダモちゃんファミリー、アレンジ：寺岡呼人、ダンス振付：前田健

### 舞台
- 吉幾三特別公演「喜劇・兄弟（あにおとうと）」（新宿コマ劇場、1999年7月）
- 小林幸子「命 抱きしめて」（新宿コマ劇場・梅田コマ劇場、2004年3月 - 6月）
- 松井誠特別公演「新章・美空ひばり 不死鳥伝説」（御園座、2006年2月）
- 現代狂言II （2007年）
- 女ひとり〜ミヤコ蝶々物語（2008年）
- 現代狂言III（2009年）

### 本
- パパイヤランド アダモちゃんの大冒険（オークラ出版、2000年8月1日）

### 連載
- サンケイスポーツモバイル「パーラーサンスポ」
- 週刊実話「島崎俊郎のりのりシネマ」
- デジタルTVガイド「報道アダモステーション」